# Ruisseau Caouette
Ruisseau Caouette är ett vattendrag i Kanada.   Det ligger i provinsen Québec, i den sydöstra delen av landet, 400 km öster om huvudstaden Ottawa.
I omgivningarna runt Ruisseau Caouette växer i huvudsak blandskog. Runt Ruisseau Caouette är det mycket glesbefolkat, med 3 invånare per kvadratkilometer.